# Gervais Yao Kouassi
Gervais Yao Kouassi (Anyama, Costa d'Ivori, 27 de maig de 1987), més conegut com a Gervinho és un futbolista ivorià que juga de migcampista o davanter pel Trabzonspor turc. També és internacional per la selecció de futbol de Costa d'Ivori.

## Trajectòria
Gervinho nasqué a Anyama, a Costa d'Ivori. Començà la seva carrera en l'acadèmia per a joves ASEC Mimosas, on passà cinc anys i conegué jugadors de la talla de Touré Yaya, Arthur Boka, Didier Zokora o Roy Taylor. L'entrenador brasiler de l'equip li donà el nom portuguès de "Gervinho", derivat del seu nom, Gervais. Més tard, fitxà pel Toumodi FC, un equip de la segona divisió ivoriana.
Després de dues temporades al Toumoudi marxà al Beveren, un equip belga, on romangué fins al final de la temporada 2006/07 i marcà 14 gols.
Llavors se n'anà al Le Mans de la Ligue 1 francesa. El maig de 2008, s'especulava que el jugador era observat per equips com ara l'AS Monaco, el Paris Saint-Germain o l'Arsenal FC.
Tot i l'interès mutu amb l'Arsenal, Gervinho fou fitxat per l'OSC Lille francès per 6 milions d'euros. Gervinho anotà 13 gols en 32 partits en la seva temporada de debut amb el club. La segona temporada fou encara millor. Marcà 15 gols a la Ligue 1, ajudant així el seu equip a guanyar la competició per primer cop en 56 anys. A la fi de la temporada es parlava s'ofertes amb l'Arsenal FC, el Paris Saint-Germain, l'Atlètic de Madrid o el Newcastle United.
El dia 12 de juliol de 2011 l'Arsenal feu oficial el fitxatge de l'ivorià, amb un cost de 10,8 milions de lliures. El seu debut fou en un partit amistós de pretemporada contra el FC Köln, del qual s'emportà un doblet en només 15 minuts. En el seu debut a la Premier League fou sancionat per conducta violenta per haver bufetejat un jugador de l'equip contrari. Marcà el seu primer gol de la lliga en una derrota per 4-3 contra el Blackburn Rovers. Llavors partí cap a la Copa Africana de Nacions d'aquell any, on ajudà la selecció nacional a aconseguir el segon lloc.
La temporada 2012/13 començà a ser criticat pel seu baix rendiment i fou vinculat amb diversos clubs com ara l'AS Roma, l'Lió, el València o la Fiorentina.
El 8 d'agost de 2013 es feu oficial el seu fitxatge per l'AS Roma, de la Serie A italiana per 8 milions d'euros per les següents 4 temporades.